# Цуканов Андрій Сергійович
Цуканов Андрій Сергійович (нар. 28 листопада 1980) — український футболіст, Заслужений майстер спорту України. Дворазовий паралімпійський чемпіон 2004 та 2008 років, дворазовий срібний призер Літніх Паралімпійських ігор 2000 та 2012 років.
Займається у секції футболу Дніпропетровського обласного центру «Інваспорт».